# Miłosz Kłeczek
Miłosz Kłeczek (ur. 1987 w Częstochowie) – polski dziennikarz, reporter i prowadzący programów informacyjnych związany z TVP Info w latach 2016–2023, a następnie z Telewizją Republika.

## Życiorys
Przed 2016 pracował w mediach takich jak TVN24, TVN Meteo, telewizji TTV, Superstacji i Radiowej Jedynce. W 2016, po objęciu władzy w TVP przez Jacka Kurskiego, rozpoczął pracę reportera w TVP Info. W październiku 2019 dziennikarz zadebiutował jako prowadzący pasma informacyjnego w TVP Info, a w kolejnym roku został głównym prowadzącym paradokumentu Kasta na TVP Info, gdzie prześwietlano sądowe wyroki. W 2021 został nominowany do Nagrody Mediów Publicznych w kategorii Obraz, której fundatorem była TVP. W 2022 Rada Etyki Mediów uznała jego materiał o mobbingu w Kancelarii Senatu za nieprawdziwy i stronniczy.
W styczniu 2024, po zmianie władzy w mediach publicznych, zadebiutował w Telewizji Republika jako gospodarz programu publicystycznego #MiłoszKłeczekZaprasza, a od lutego prowadzi program Miłosz Kłeczek – wysokie napięcie. Prowadzi także program Miłosz Kłeczek – w ruchu, do którego zaprasza polityków, uprawiając sporty.